# Mirosława Sarna
Mirosława Kazimiera Sarna, nata Sałacińska (Łódź, 8 giugno 1942), è un'ex lunghista polacca.

## Palmarès

### Europei
- 1 medaglia:
  - 1 oro (Atene 1969 nel salto in lungo)

### Europei indoor
- 2 medaglie:
  - 2 bronzi (Vienna 1970 nel salto in lungo; Rotterdam 1973 nel salto in lungo)